# Скримин Джей Хокинс
Скримин Джей Хокинс (на английски: Screamin' Jay Hawkins), чието истинско име е Джеласи Хокинс, e афроамерикански рокендрол и ритъм енд блус певец и автор на песен.
Един от най-известните и влиятелни американски музиканти от 50-те години на миналия век, чийто мощен оперен вокал, изключителна ексцентричният, театрален маниер на изпълнение на собствените песни и използването на гротескна зловеща естетика и черен хумор в творчеството му оказват значително влияние върху рок и поп музиката, баща и пионер на шок рок стила.

## Биография
Роден на 18 юли 1929 г. в Кливланд, в голямо семейство. Като дете той обича работата на Пол Робсън и иска да стане оперен певец. От 1933 г. учи пиано. През 1943 г. става боксьор, през 1949 г. е шампион на Аляска в средна категория. По време на Втората световна война служи в Тихоокеанския флот.
През 1951 г. започва кариерата си като музикант в сътрудничество с китариста Тини Граймс. По време на представленията той шокира публиката с необичайните си сценични костюми (шотландски килт, дрехи от кожа от леопард, тенекиени кутии, вързани за китките, тюрбан и др.). През 1952 – 1953 г. като част от групата на Граймс участва в записа на няколко песни.
Първите самостоятелни записи започват през 1954 г. с песните „Baptize me in wine“ и „I Put a Spell on You“, което го прави доживотно популярен. Записите са направени по характерния екстравагантен начин на Хокинс – с дрезгави писъци и пр. По-късно той усъвършенства стила си, опитвайки се да презапише „I Put a Spell on You“ в състояние на силно алкохолно опиянение с еднакво пияни музиканти. Записът става много популярен в консервативните САЩ от ерата на Айзенхауер. По същия начин (изобретен от Хокинс „ghoul-rock“ от английски ghoul – вампир) са записани нови песни („Запек блус“, „Оранжево цветно небе“, „Празникът на Мау Мау“ и други), но те не достигат популярността на „Слагам ти заклинание на теб“. През следващите десетилетия Хокинс обикаля много в САЩ и Европа. Серж Генсбур пише трибютната песен на Хокинс „Mambo niam niam“, Нина Симон пее „I Put a Spell“ за албума си, появяват се имитационни групи. Въпреки това, поради пристигането на нови музикални стилове и популярни групи, славата на Хокинс постепенно избледнява.
Популярността на „I Spell Spell on You“ възражда филма на Джим Джармуш „Stranger Than Paradise“ (1984). Скримин Джей Хокинс започва активно да гастролира, действа във филми (Two Moons Confluence, The Mysterious Train), изпълнява с The Clash и Ник Кейв. Записва кавър версии на песните на Том Уейтс „Heartattack and Vine“ и „Ice Cream Man“ (първата от които е включена в реклами за Levi Strauss & Co. без съгласието на Waits) и „I Shot The Sheriff“ от Боб Марли. От своя страна кавър версии на песните на Хокинс са записани от Мерилин Менсън, Диаманда Галас и други.

## Смърт
Хокинс умира след спешна операция от аневризма на 12 февруари 2000 г. в Ньой-сюр-Сен, Франция, близо до Париж, на 70-годишна възраст.

## Влияние
Въпреки че Хокинс не постигна голям успех като звукозаписен артист, неговите силно театрални изпълнения от „I Put a Spell on You“ нататък му печелят стабилна кариера като изпълнител на живо в продължение на десетилетия след това и повлияват на следващите му действия. Той отваря път за Fats Domino, Tiny Grimes и Rolling Stones. Това от своя страна повлия на рок изпълнители като Алис Купър, Том Уейтс, Крампите, Крещящият Лорд Сач, Блек Сабат, Кридънс Клиъруотър Ривайвал, Артър Браун, Лед Зепелин, Мерилин Менсън, Роб Зомби и Глен Данциг. Списание „Вокс“ описва Хокинс като „Готска икона“.

## Личен живот
Хокинс е бил женен шест пъти. Последната съпруга на музиканта е на 31 години, когато той умира. Пат Нюборн, който пее с него, намушква Хокинс от ревност заради женитбата му с Вирджиния Сабелона. Музикантът има три деца от първия си брак и общо, по негови думи, от 57 до 75. След смъртта на Хокинс неговият биограф Марал Ниголиан създава сайт, за да открие всичките му потомци. Успява да намери 33, поне 12 от които се срещат през 2001 г.

## Дискография

### Студийни албуми
- At Home with Screamin' Jay Hawkins – 1958
- The Night and Day of Screamin' Jay Hawkins – 1965
- ...What That Is! – 1969
- Because Is in Your Mind – 1970
- A Portrait of a Man and His Woman – 1972
- I Put a Spell on You 1977 – (записани от 1966 до 1976)
- Screamin' the Blues – 1979 (записани от 1953 до 1970)
- Lawdy Miss Clawdy – 1979
- Real Life (Zeta) – 1983
- The Art of Screamin' Jay Hawkins – 1990
- Black Music for White People – 1991
- I Shake My Stick at You – 1991
- Stone Crazy – 1993
- Somethin' Funny Goin' On – 1994
- At Last (Last Call) – 1998

### Албуми на живо
- Screamin' Jay Hawkins and the Fuzztones Live – 1984
- At Home with Jay in the Wee Wee Hours – 1988
- Live & Crazy – 1988
- Screamin' Jay Hawkins и The Chikenhawks – Dr. Macabre – 1991
- Rated X – 1993 (записан през 1970)
- Live at the Olympia, Paris – 1999

### Сингли
- Not Anymore, Baptize Me in Wine – 1953
- I Found My Way to Wine, Please Try to Understand Me – 1954
- You're All of Life to Me, Well I Tried – 1955
- This Is All, (She Put The) Whammee (On Me) – 1955
- Even Though, Talk About Me – 1956
- I Put a Spell on You, Little Demon – 1956
- You Made Me Love You, Darling, Please Forgive Me – 1957
- Frenzy, Person to Person – 1957
- Alligator Wine, There's Something Wrong with You – 1958
- I'm So Glad (To Be Back), The Pass – 1960
- I Hear Voices, Just Don't Care – 1962
- Ashes, Nitty Gritty със Shoutin' Pat – 1962
- Poor Folks, Your Kind of Love – 1966
- Do You Really Love Me, Constipation Blues – 1970
- Monkberry Moon Delight, Sweet Ginny – 1973
- Heartattack and Vine, I Put a Spell on You, On the Job – 1993

### Семплери за множество изпълнители и бюджетни компилации
- Screamin' Jay Hawkins и Lillian Briggs – 1962
- A Night at Forbidden City – 1963
- I Put A Spell on You – 1988
- I Put A Spell On You (CD преиздание) – 1990
- Little Demon Monster Hits (CD) – 1994
- Frenzy (песните от – The X Files) – 1996

## Филмография

### Филми
- Mister Rock and Roll – 1957 – играе себе си
- Day Tripper – 1966 – композитор в късометражен филм
- American Hot Wax	Himself – 1978
- Joey	Himself – 1986
- Two Moon Junction – 1988 – певец в блус клуб
- Mystery Train, Night Clerk – 1989
- A Rage in Harlem	Himself – 1991
- De Serge Gainsbourg à Gainsbarre de – 1994 (заснето 1958 – 1991) – документален, играе себе си
- Perdita Durango – 1997 – ролята на Адолфо
- Peut-être	Chanteur Bouge – 1999
- Screamin' Jay Hawkins – I Put a Spell on Me[12] – 2001

### Телевизия
- Alan Freed's Rock 'N' Roll Revue – 1957 – Himself TV special
- Gadzooks! It's All Happening – 1965 – Himself – епизоди 1, 3
- Thank Your Lucky Stars – 1965 – Himself – епизоди 7, 23
- The Merv Griffin Show – 1966 – Himself – епизоди „Tom Ewell“, „Jacqueline Susann“, „Aliza Kashi“, „Screamin' Jay Hawkins“, „Mitzi McCall“, „Charlie Brill“
- Thank You, Rock 'N' Roll – 1978 – A Tribute to Alan Freed – Himself	TV special
- The Arsenio Hall Show – 1989 – Himself – нопределен епизод
- Sunday Night	Himself – 1990 – епизоди 2, 15
- Dorothee Rock'n'roll Show – 1993 – Himself TV – минисерии
- Cutting Edge – 2001 – Himself (архивни кадри) – епизод 57 „Screaming Kids“